# 물수지
물수지(-收支, Water budget)는 수문순환 과정에서의 변화를 계산하는데 적용되는 유입, 유출량 및 저류량 등에 대한 조직적인 검토를 말한다.

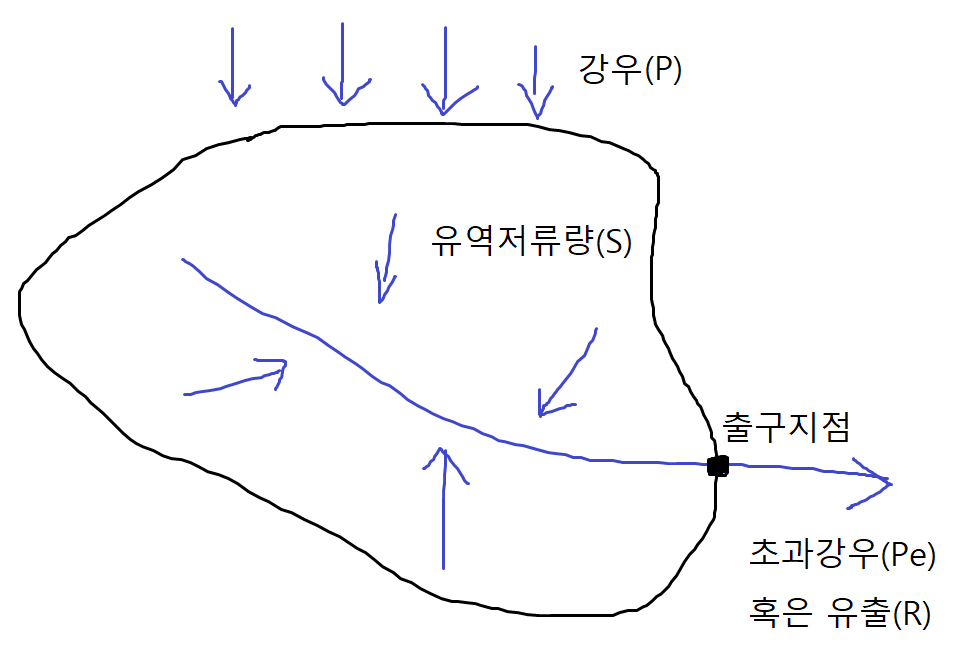
까만 선은 유역 경계

예를 들어 불투수층으로 이루어진 소유역 물수지가 있다고 할 때 강우(P)가 발생하면 유역에 남는 물이 있을 것이고(유역저류량 S), 유역의 가장 낮은 지점인 출구 지점에서 초과강우량(rainfall excess, Pe)만큼 강우가 유출된다. 초과강우량이 출구지점에서 시간에 따라 모이는 비율을 유출(Runoff, R)이라고 한다.
{\displaystyle P=P_{e}+S}
실제로는 유역이 불투수층이 아니며, 물의 순환과 관련된 많은 인자들이 있기 때문에 물수지 분석은 매우 복잡하다.

## 같이 보기
- 물의 순환

## 참고 문헌
- 이재수 (2018). 《수문학》 2판. 구미서관. 5-6쪽. ISBN 9788982252914.